# Joseph Wallace Oman
 Joseph Wallace Oman  (* 15. August 1864 in Lightstreet, Columbia County, Pennsylvania; † 1. Juli 1941 in London, England) war ein US-amerikanischer Marineoffizier. Zwischen 1919 und 1921 war er Militärgouverneur der Amerikanischen Jungferninseln.

## Werdegang
Joseph Oman besuchte bis 1886 die United States Naval Academy in Annapolis (Maryland) und diente danach zwischen 1886 und 1921 in der US Navy, in der er bis zum Konteradmiral aufstieg. Er nahm am Spanisch-Amerikanischen Krieg von 1898, am Philippinisch-Amerikanischen Krieg und am Ersten Weltkrieg teil. Während dieses Krieges transportierte er mit einem deutschen Beuteschiff bis zum Kriegsende etwa 120.000 amerikanische Soldaten an die Front nach Frankreich. Dafür erhielt er das Navy Cross und seine Beförderung zum Konteradmiral.
Zwischen 1919 und 1921 war Joseph Oman als Nachfolger von James Harrison Oliver Militärgouverneur der Amerikanischen Jungferninseln. In dieser Zeit blühte dieses Gebiet wirtschaftlich auf, was zum großen Teil am Export von Rum lag. Nach dem Ende seiner Zeit als Gouverneur zog sich Oman aus dem Militärdienst zurück. Er verbrachte einen Lebensabend in London, wo er am 1. Juli 1941 verstarb.